# Giorgio Walter Chili
Giorgio Walter Chili (* 28. Oktober 1918 in Casalecchio di Reno; † 3. April 1961 in Rom) war ein italienischer Filmregisseur.

## Leben
Chili war bereits in seiner Jugendzeit Filmamateur und besuchte nach der Schulausbildung das Centro Sperimentale di Cinematografia. Er widmete sich zunächst dem Dokumentarfilm, wobei er für das Istituto Luce arbeitete. Nach einer kurzen Zeit als Regieassistent blieb sein erster, 1941 inszenierter Spielfilm (nach eigenem Drehbuch), unveröffentlicht. 1945 erschien sein während der Besetzung Roms durch die Nationalsozialisten entstandener I dieci commandamenti. Erst 1952 setzte er seine Karriere fort; seine folgenden Filme werden von seiner Liebe zum Dokumentarfilm beeinflusst.

## Filmografie
- 1941: La leggenda della primavera (unveröffentlicht)
- 1945: I dieci commandamenti
- 1952: La prigionera della torre di fuoco
- 1953: C'era una volta Angelo Musco
- 1953: Disonorata
- 1954: Ripudiata
- 1955: Un giglio infranto
- 1959: Caterina Sforza, la leonessa di Romagna